# Lago Iliamna
O lago Iliamna (em iúpique: Nanvarpak; em dena’ina: Nila Vena) é um lago localizado no sudoeste do Alasca, na extremidade norte da Península do Alasca, entre a baía de Kvichak e a enseada de Cook, a cerca de 160 quilômetros a oeste da cidade de Seldovia. O lago compartilha seu nome com o Rio Iliamna, que nele deságua, e com a comunidade vizinha de Iliamna.
É o maior lago do Alasca, o sétimo maior dos Estados Unidos e o vigésimo quarto da América do Norte. Possui uma área de aproximadamente 2.622 quilômetros quadrados, cerca de 124 quilômetros de comprimento e até 35 quilômetros de largura, com profundidade máxima de 301 metros. Suas águas escoam para a Baía de Bristol por meio do Rio Kvichak.

## Toponímia
O lago está registrado como Oz[ero] Bol[shoy] Ilyamna (Grande Lago Ilyamna) no mapa n.º 1455 do Departamento Hidrográfico Russo, publicado em 1852. Em um mapa russo anterior, de 1802, o lago aparece como Oz[ero] Shelekhovo (Lago Shelekov), em homenagem ao explorador russo Grigory Shelikhov.
De acordo com G. C. Martin, do Serviço Geológico dos Estados Unidos (USGS), o nome Iliamna seria relacionado a uma criatura mítica — um grande peixe-preto — que, segundo lendas locais, habitaria o lago e perfuraria os caiaques aleúte dos nativos desobedientes.
O nome "Iliamna" também deriva do termo em dena’ina do interior Nila Vena, que significa literalmente "lago da ilha".